# Unicredit Czech Open 2010
L'Unicredit Czech Open 2010 è stato un torneo professionistico di tennis maschile giocato sulla terra rossa, che faceva parte dell'ATP Challenger Tour 2010. Si è giocato a Prostějov in Repubblica Ceca dal 30 maggio al 6 giugno 2010.

## Partecipanti

### Teste di serie
| Nazionalità | Giocatore       | Ranking* | Testa di serie |
| ----------- | --------------- | -------- | -------------- |
| Rep. Ceca   | Radek Štěpánek  | 20       | 1              |
| Spagna      | Albert Montañés | 34       | 2              |
| Romania     | Victor Hănescu  | 37       | 3              |
| Belgio      | Olivier Rochus  | 62       | 4              |
| Finlandia   | Jarkko Nieminen | 69       | 5              |
| Rep. Ceca   | Jan Hájek       | 75       | 6              |
| Kazakistan  | Andrej Golubev  | 77       | 7              |
| Stati Uniti | Michael Russell | 82       | 8              |

- Ranking al 24 maggio 2010.

### Altri partecipanti
Giocatori che hanno ricevuto una wild card:
- Victor Hănescu
- Albert Montañés
- Robert Rumler
- Radek Štěpánek

Giocatori passati dalle qualificazioni:
- Ilya Belyaev
- Jaroslav Pospíšil
- Nicholas Renevand
- Marek Semjan

## Campioni

### Singolare
Jan Hájek ha battuto in finale  Radek Štěpánek con il punteggio di 6–0, ret.

### Doppio
Marcel Granollers /  David Marrero hanno battuto in finale  Johan Brunström /  Jean-Julien Rojer con il punteggio di 3–6, 6–4, [10–6]